# Камінський Броніслав Владиславович
Броніслав Владиславович Камінський (16 червня 1899 , Добжинь-над-Віслою, Варшавське генерал-губернаторство  — 28 серпня 1944 , Лодзь, Країна Варти ) — обер-бургомістр Локотського Окружного Самоврядування (автономної території в тилу німецьких військ), засновник і керівник РОНА, бригадефюрер СС і генерал-майор військ СС (1 серпня 1944). 
Брав активну участь у придушенні Варшавського повстання.

## Біографія
Народився в Вітебській губернії в польсько-німецькій родині (батько поляк, мати німкеня). У 1917 р. вступив до Петроградського політехнічного інституту імператора Петра Великого, але незабаром пішов добровольцем в РСЧА. Член ВКП(б). Після Громадянської війни повернувся в інститут, потім працював на хімічному заводі «Республіка».
У 1935 році за критику колективізації виключений з ВКП(б), в 1937 р. був заарештований і засуджений нібито за приналежність до чаянівської контрреволюційної групи. Відбував термін ув'язнення технологом з виробництва спирту в «шарашці» в Шадринську. На початку 1941 року був звільнений і відправлений на поселення в Локоть.
У 1942-1944 роках обер-бургомістр Локотського Окружного Самоврядування (автономної території в тилу німецьких військ), засновник і керівник РОНА, бригадефюрер СС і генерал-майор військ СС (1 серпня 1944). 
Брав активну участь у придушенні Варшавського повстання.
У 1944 році засуджений німецьким військовим трибуналом до смертної кари, після чого розстріляний у місті Ліцманштадт
, гау Вартеланд, Великонімецька імперія (нині Лодзь, Лодзинське воєводство, Польща). Було оголошено, що це зробили польські партизани

## Нагороди
- Відзнака для східних народів
  - 2-го класу в сріблі з мечами
  - 1-го класу в золоті з мечами (1944)
- Медаль «За зимову кампанію на Сході 1941/42»
- Залізний хрест 2-го і 1-го класу (27 січня 1944) — отримав 2 нагороди одночасно.
- Чорний нагрудний знак «За поранення»
- Нагрудний знак «За боротьбу з партизанами» (31 липня 1944)